# فاندریویل (پنسیلوانیا)
فاندریویل (به انگلیسی: Foundryville) یک منطقهٔ مسکونی در ایالات متحده آمریکا است که در شهرستان کلمبیا، پنسیلوانیا واقع شده‌است. فاندریویل ۱٫۴۳ کیلومتر مربع مساحت و ۲۵۶ نفر جمعیت دارد و ۱۹۳٫۸۶ متر بالاتر از سطح دریا واقع شده‌است.